# Rolando-Epilepsie
Die Rolando-Epilepsie, rolandische Epilepsie oder gutartige Epilepsie im Kindesalter mit zentrotemporalen Spikes (abgekürzt BCECTS, von englisch benign childhood epilepsy with centrotemporal spikes) ist die häufigste Epilepsieform im Kindesalter.

## Klinik
Die Rolando-Epilepsie äußert sich in klonischen oder myoklonischen Anfällen mit somatosensorischen Anteilen. Am Beginn steht oft ein Kribbeln oder Taubheitsgefühl der Zunge, der Lippen, des Zahnfleisches oder der Innenseite der Wange einer Gesichtshälfte. Darauf folgen häufiger leichte Verkrampfungen und meist auch Zuckungen in denselben Regionen einschließlich der Gesichtsmuskulatur einer Seite (hemifaziale Kloni oder Myoklonien). Bei Beteiligung der Schluck- und Kaumuskulatur führen Schluckstörungen und vermehrter Speichelfluss zu gurgelnden oder grunzenden Lauten oder einem Zähneknirschen. Eine Bewusstseinsstörung wird in der Regel durch eine das übrige Anfallsgeschehen überdauernde Sprechstörung (Spracharrest) nur vorgetäuscht. Besonders jüngere Kinder zeigen häufiger eine weitere Anfallsausbreitung mit Muskelzuckungen (Klonien) eines Armes, einer ganzen Körperseite oder sekundär generalisierten tonisch-klonischen Anfällen.
Dreiviertel aller Betroffenen haben die Anfälle unabhängig von der Tageszeit nur im Schlaf, bei etwa 15 % treten sie sowohl im Schlaf- als auch im Wachzustand auf und bei den restlichen 10 % nur im Wachzustand. Bei der Verteilung während der Nacht fällt eine deutliche Bevorzugung der frühen Morgenstunden auf. Die Dauer der Anfälle liegt zwischen wenigen Sekunden und höchstens wenigen Minuten, wobei nächtliche Anfälle stärker und längerdauernd als tagsüber auftretende sind. Bei einer Ausbreitung können sie ausnahmsweise auch länger als 10 Minuten dauern und von einer Lähmung beteiligter Körperabschnitte gefolgt werden. Tagsüber kommt es praktisch nie zu generalisierten tonisch-klonischen Anfällen.
Meist kommt es nur in größeren Abständen von mehreren Wochen bis Monaten und nur sehr selten mehrmals hintereinander zu Anfällen. Auf der anderen Seite hat aber etwa jedes fünfte Kind häufige Anfälle, unter Umständen auch mehrfach innerhalb von 24 Stunden. Auch dann gibt es aber fast immer lange anfallsfreie Zeiten. Die überwiegend seltenen und meist relativ milde verlaufenden Anfälle sind auch die Erklärung dafür, dass diese Epilepsieform häufig nicht oder erst mit Verzögerung erkannt wird. Oft ist dies dann der Fall, wenn die Kinder einmal zufällig (wie im Urlaub) bei den Eltern schlafen und diese durch ein lautes Gurgeln oder „Grunzen“ der Kinder wach werden. Müdigkeit und Schlaf wirken anfallsfördernd.
Die klassische Anfallsbeschreibung von Eltern besteht darin, dass ihre Kinder nachts zu ihnen kommen, zwar wach erscheinen, aber nicht sprechen können und auf ihren Mund zeigen, der nach einer Seite verzogen ist und aus dem Speichel läuft. Gelegentlich können auch Muskelzuckungen beobachtet werden. Erst nach dem Anfall können die Kinder berichten, dass sie mit einem «tauben» oder auch «elektrisierenden» Gefühl im Mundbereich wachgeworden sind. Bei seltenen, ungewöhnlichen oder atypischen Anfallsformen klagen manche Kinder zu Beginn über Bauchschmerzen, Sehstörungen einschließlich Blindheit und Blitzlichter sowie Schwindel. Auch eine Kombination mit Absencen, myoklonischen oder astatischen Anfällen scheint möglich zu sein, und in Einzelfällen wurde ein Status von Rolando-Anfällen beschrieben.

## Diagnostik
Neben der klinischen Diagnose aufgrund der typischen Anfallsform wird das Elektroenzephalogramm (EEG) zur Diagnostik genutzt. Es zeigt die typischen Spikes („Rolando-Spikes“) oder Sharp waves im zentrotemporalen Bereich des Gehirns.
Die charakteristischen EEG-Veränderungen sind Herde mit hochgespannter epileptogener oder «Krampf»-Aktivität über dem mittleren Schläfenlappen, der Rolando- bzw. Zentralregion oder auch über dem Hinterkopf, häufig mit Ausbreitung zur Gegenseite. Meist finden sich hohe Spitzen mit Ausschlägen in zwei Richtungen (biphasische spikes), die von langsamen Wellen gefolgt werden. Bemerkenswerterweise kommt es oft zu Seiten- und Ortswechseln sowie starken Intensitätsschwankungen. Es besteht kein Zusammenhang zwischen dem Ausmaß der EEG-Veränderungen und der Häufigkeit und Stärke von Anfällen. Außerdem müssen selbst eindrucksvolle EEG-Veränderungen nicht von klinisch erkennbaren Anfällen begleitet werden, was sich unter anderem bei Ableitungen von beschwerdefreien Geschwistern zeigt. Die EEG-Veränderungen nehmen bei Schläfrigkeit und mit zunehmender Schlaftiefe zu. Weil sie sich bei etwa jedem dritten Kind nur im Schlaf beobachten lassen, ist im Zweifelsfall die Ableitung eines Schlaf-EEGs sinnvoll.

## Ursachen
Es handelt sich wahrscheinlich um eine genetisch bedingte Störung mit noch ungeklärtem Erbgang. 90 % der Genträger sind gesund, zeigen aber Auffälligkeiten in EEG.
Die Rolando-Epilepsie ist ein Beispiel für eine zwar herdförmige und damit auf eine umschriebene Schädigung des Gehirns verdächtige partielle Epilepsie, für die sich aber dennoch mit den heute zur Verfügung stehenden Methoden keine Ursache finden lässt und bei denen eine erbliche Beeinflussung anzunehmen ist. Offenbar liegen in einem Teil der Nervenzellen der entsprechenden Kinder und Jugendlichen irgendwelche Veränderungen vor, die in einem bestimmten Altersabschnitt vorübergehend zu einer erhöhten Erregbarkeit und damit zur Möglichkeit von Anfällen führen.
Rolando-Epilepsien beginnen meist zwischen dem dritten und 13. Lebensjahr mit einem Gipfel zwischen vier und acht Jahren. Die ersten Anfälle werden häufiger durch fieberhafte Infekte ausgelöst.
Bei fast der Hälfte der Kinder finden sich weitere Anfälle oder Epilepsien in der Familie. Bei etwa einem Drittel der Geschwister ist im EEG über den typischen Stellen die weiter oben beschriebene Aktivität nachweisbar, auch wenn sie keine Anfälle haben. Dies spricht für eine eindeutige Rolle von erblichen Faktoren für Rolando-Epilepsien, wobei noch keine genaueren Einzelheiten bekannt sind.

## Therapie
Eine Behandlung der Rolando-Epilepsie ist nur dann erforderlich, wenn gehäufte oder schwere Anfälle auftreten. Als Arzneimittel der ersten Wahl wird im deutschsprachigen Raum Sultiam genutzt, aber auch andere Antikonvulsiva wie Clobazam oder Valproinsäure sind wirksam. Obwohl auch Carbamazepin häufig eingesetzt wird, gibt es Berichte über eine Verschlechterung des EEGs und der Anfallssituation unter Carbamazepin.

## Prognose
Die Rolando-Epilepsie hat eine gute Prognose. Die Anfälle verschwinden meist während der Pubertät.

## Geschichtliches
Martin Ruland der Ältere gilt als Erstbeschreiber der klinischen Symptomatik der Rolando-Epilepsie (1597). Trotz Namensähnlichkeit ist das Krankheitsbild nicht nach Ruland d. Ä., sondern nach dem italienischen Anatomen Luigi Rolando (1773–1831), benannt. Rolando war Namensgeber der Zentralfurche, auch Rolando-Furche oder -Fissur genannt (veraltet). Das Hirngewebe um die Zentralfurche gilt als Ursprungsort der hirnelektrischen Entladungen der Rolando-Epilepsie.
Das zusammenfassende Verständnis für klinische Symptome, Erscheinungen im EEG und Prognose entwickelte sich ab den 1950ern und führte Ende der 1960er zur Definition des Syndroms.